# Filozofska fakulteta v Osijeku
Filozofska fakulteta (izvirno hrvaško Filozofski fakultet u Osijeku), s sedežem v Osijeku, je fakulteta, ki je članica Univerze v Osijeku.